# 铁源
铁源（1932年—），原名石铁源，男，辽宁大连人，中国作曲家，曾任中国音乐家协会理事。